# عشاري وجوه

نرد بعشرة أوجه

عشاري وجوه أو العَشْرس في الهندسة هو عديد سطوح ذو عشرة أوجه.